# Willi Jungjohann
Willi Jungjohann (ur. 1902, zm. ?) – zbrodniarz hitlerowski, członek załogi niemieckiego obozu koncentracyjnego Mauthausen-Gusen i SS-Rottenführer.
Urodził się w Osterrennfeld (Holsztyn), przed wybuchem wojny pracował w stoczni w Saatsee. 7 listopada 1939 został wcielony do jednostek SS-Totenkopf, które stacjonowały w Oranienburgu. Tu przeszedł szkolenie, które trwało do 10 lutego 1940. Następnie cała jego kompania została skierowana do kompleksu obozowego Mauthausen. Od 11 lutego 1940 do połowy kwietnia 1945 Jungjohann pełnił służbę w podobozie Gusen I. Do sierpnia 1943 pełnił służbę wartowniczą, następnie był Blockführer oraz kierownikiem komand więźniarskiego w Kastenhoff i fabryce Messerschmitta.
W lecie 1944 zastrzelił kilku amerykańskich lotników, których samolot rozbił się koło Gusen. Oprócz tego wielokrotnie znęcał się nad podległymi mu więźniami, bijąc ich między innymi kijem lub łopatą, tak że kilku z nich zmarło. Willi Jungjohann został skazany w procesie załogi Mauthausen-Gusen (US vs. Erich Schuettauf i inni) na karę śmierci przez powieszenie przez amerykański Trybunał Wojskowy w Dachau. W wyniku rewizji wyroku karę zamieniono na dożywocie.